# 서울국제영화제
서울국제영화제(서울國際映畵祭, 영어: Seoul International Film Festival, SIFF)는 대한민국 서울특별시에서 개최되는 국제영화제다. 경쟁을 도입한 경쟁영화제다.

## 역사
1990년대에 서울국제영화제가 없어서 개최할 계획이 있었다. 이후 서울국제영화제가 개최되지 않았다. 2000년부터 2005년까지 세네프(SeNef), 2006년에 서울영화제, 2007년에 서울영화제가 개최된다고 하지만 서울국제영화제가 개최되었다. 2008년까지 서울국제영화제를 개최했다. 이후 2019년 9월 20일부터 26일까지 개최했다.

## 특징
세네프로 개최한 적이 있었고 서울영화제가 개최한 적이 있었고 서울국제영화제가 개최한 적이 있었다. 서울국제영화제 출품작 무료로 상영한 적이 있었다.

## 역대 영화제
2000년부터 2008년까지 개최되었고 2019년에 개최되었다.

## 같이 보기
- 부산국제영화제
- 도쿄국제영화제
- 홍콩국제영화제